# Zeitzonen in Brasilien

Zeitzonen in Brasilien
Gültig seit April 2019 ganzjährig. Bis April 2019 nur in den Wintermonaten von Februar bis November gültig.
UTC−5
UTC−4
UTC−3
UTC−2

Zeitzonen in Brasilien
seit 30. Oktober 2013 bis April 2019.
UTC−5
UTC−4
UTC−4 / Sommerzeit: UTC−3
UTC−3
UTC−3 / Sommerzeit: UTC−2
UTC−2

Sommerzeit Zeitzonen
Gültig in den Sommermonaten vom 4. November 2018 bis 28. Februar 2019.
UTC−5
UTC−4
UTC−3
UTC−2

Brasilien hat vier Zeitzonen. Offiziell wird von einer Brasília-Zeit sowie einer Zone Brasília+1, einer Brasília-1 und einer Zone Brasília-2 gesprochen.
In einigen südlichen Bundesstaaten wurde zusätzlich bis 2019 eine Sommerzeit eingehalten, diese wurde durch ein Dekret des Präsidenten Jair Bolsonaro abgeschafft.

## Zeitzonen

### Brasília-Zeit (UTC−3)
Die Zeitzone von Brasília entspricht UTC−3; während der Sommerzeit wurde sie zu UTC−2, was aber nicht von allen Bundesstaaten in dieser Zone nachvollzogen wurde. In ihr liegen die Bundesstaaten (jeweils nur der kontinentale Anteil) der Südostregion (Espírito Santo, Minas Gerais, Rio de Janeiro, São Paulo), der Südregion (Paraná, Rio Grande do Sul, Santa Catarina), der Nordostregion (Alagoas, Bahia, Ceará, Maranhão, Paraíba, Pernambuco, Piauí, Rio Grande do Norte, Sergipe), die Bundesstaaten Goiás, Tocantins, Pará und Amapá, sowie der Bundesdistrikt. Der allergrößte Teil der brasilianischen Bevölkerung lebt in dieser Zeitzone.

### Brasília-Zeit+1 (UTC−2)
Diese Zeitzone entspricht UTC−2. Sie gilt auf einigen brasilianischen Atlantikinseln (Fernando de Noronha, Trindade, Martim Vaz, Atol das Rocas, Sankt-Peter-und-Sankt-Pauls-Felsen).

### Brasília-Zeit-1 (UTC−4)
Diese Zeitzone entspricht UTC−4; während der Sommerzeit wurde sie zu UTC−3, was aber nicht von allen Staaten nachvollzogen wurde. Verwendet wird sie von Amazonas, Mato Grosso, Mato Grosso do Sul, Rondônia, und Roraima sowie seit 2008 auch in Acre. Bis 2008 waren auch der Westteil von Pará in dieser Zeitzone.

### Brasília-Zeit-2 (UTC−5)

Zeitzonen in Brasilien bis 2013

Die vierte Zeitzone in Brasilien entspricht UTC−5 und deckt den Bundesstaat Acre sowie den Westteil von Amazonas ab. In Amazonas gehören die Gemeinden Atalaia do Norte, Benjamin Constant, Boca do Acre, Eirunepé, Envira, Ipixuna, Tabatinga, Guajará, São Paulo de Olivença, Jutaí, Itamarati, Pauini und Lábrea zu dieser Zeitzone. Am 23. Juni 2008 stellten diese Gebiete die Uhr eine Stunde vor und wurden Teil von UTC−4. Nach fünf Jahren wurde sie jedoch im Jahr 2013 wieder zurückumgestellt.

## Sommerzeit
Die Sommerzeit wurde bis 2019 von folgenden Staaten eingehalten: Espírito Santo (ohne die Atlantikinseln der ganzjährigen Zone UTC−2), Goiás, Mato Grosso, Mato Grosso do Sul, Minas Gerais, Paraná, Rio de Janeiro, Rio Grande do Sul, Santa Catarina, São Paulo sowie dem Hauptstadtdistrikt. Mit Ausnahme von Bahia sind das die Bundesstaaten, die ganz oder teilweise südlich der Hauptstadt Brasilia liegen. Mato Grosso und Mato Grosso do Sul wechselten im Oktober von UTC−4 nach UTC−3, die übrigen Staaten von UTC−3 nach UTC−2.
Eine Sommerzeit wurde in Brasilien 1931 eingeführt. Ursprünglich galt sie für das ganze Land, erst 1988 wurden die äquatornahen Bundesstaaten wieder ausgenommen. Fixe Start- und Endzeitpunkte der Sommerzeit sowie die betroffenen Bundesstaaten wurden erst 2008 festgelegt, vorher wurden sie jedes Jahr erneut durch Dekrete entschieden.
Die Sommerzeit begann am ersten Sonntag im November und endete am dritten Sonntag im Februar. Sollte der Karneval auf dieses Februarwochenende fallen, wurde die Umstellung um eine Woche verschoben. Bis 2017 wurde die Uhr in den südlichen Bundesstaaten am dritten Sonntag im Oktober auf Sommerzeit umgestellt. Damit fiel die Zeitumstellung regelmäßig in die Zeit zwischen der ersten und der zweiten Runde der Wahlen. Aus Sicht des Präsidenten des Obersten Wahlgerichts sorgte das für Verwirrung. Der ehemalige Präsident Temer verkürzte deshalb per Dekret die Sommerzeit um drei Wochen und verlegte den Beginn auf November. Die neue Regel trat erstmals am 4. November 2018 in Kraft. Die Standardzeit gilt wieder seit dem 18. Februar 2019.